# Casa Mataix
La Casa Mataix, situada al carrer Joan Cantó número 10 de la ciutat d'Alcoi (l'Alacantí), País Valencià, és un edifici residencial d'estil modernista valencià construït l'any 1907, que va ser projectat per l'arquitecte Vicent Pascual Pastor.
L'edifici va ser alçat per encàrrec de l'industrial alcoià Desiderio Mataix Valor. Està compost per una planta baixa i consta de dues altures dividides per cornises.
Posseeix un disseny modernista més auster, on destaquen els carreus llisos per a les pilastres, mènsules i ràfecs, mentre que en la resta de la façana són buixardats.
La façana principal està composta per carreus divits en franges en vertical, delimitades per pilastres. En el conjunt arquitectònic destaca la composició simètrica de la seua façana. La ferreria presenta una decoració de tipus floral en les baranes de les balconades i en les reixes dels baixos. La porta principal és de ferro, també amb decoració floral.
La planta baixa es va destinar a oficines i a magatzem de teixits i la planta superior estava destinada al servei domèstic. En els laterals té amplis patis per disposar d'una bona ventilació i entrada de llum i en la part posterior es troba un jardí.